# رچیتسا (بوینیک)
رچیتسا (به صربی: Rečica) یک منطقهٔ مسکونی در صربستان است که در بوینیک واقع شده‌است. رچیتسا ۱۴۸ نفر جمعیت دارد.